# Affaire Bolotnaïa
L’affaire Bolotnaïa est une affaire politico-judiciaire russe. Elle débute lorsque la police russe disperse violemment la manifestation de protestation « Marche des millions » sur la place Bolotnaïa à Moscou, le 6 mai 2012 et arrête de nombreux participants. Une minorité est placée en détention provisoire pendant plus d'un an et 28 sont inculpés pour des faits de participation à des émeutes et des actes supposés de violence contre les forces de l'ordre. Plusieurs d'entre eux sont condamnés et qualifiés de prisonniers d'opinion.  
La police est toutefois accusée d'avoir volontairement provoqué l'escalade de la situation dans le but d'arrêter les manifestants d'opposition et d'avoir commis des violences lors de son intervention. De leur côté, les accusés, ainsi que plusieurs organisations de défenses des droits humains, dénoncent des violations des droits de l'homme et des poursuites politiques.  

## Contexte

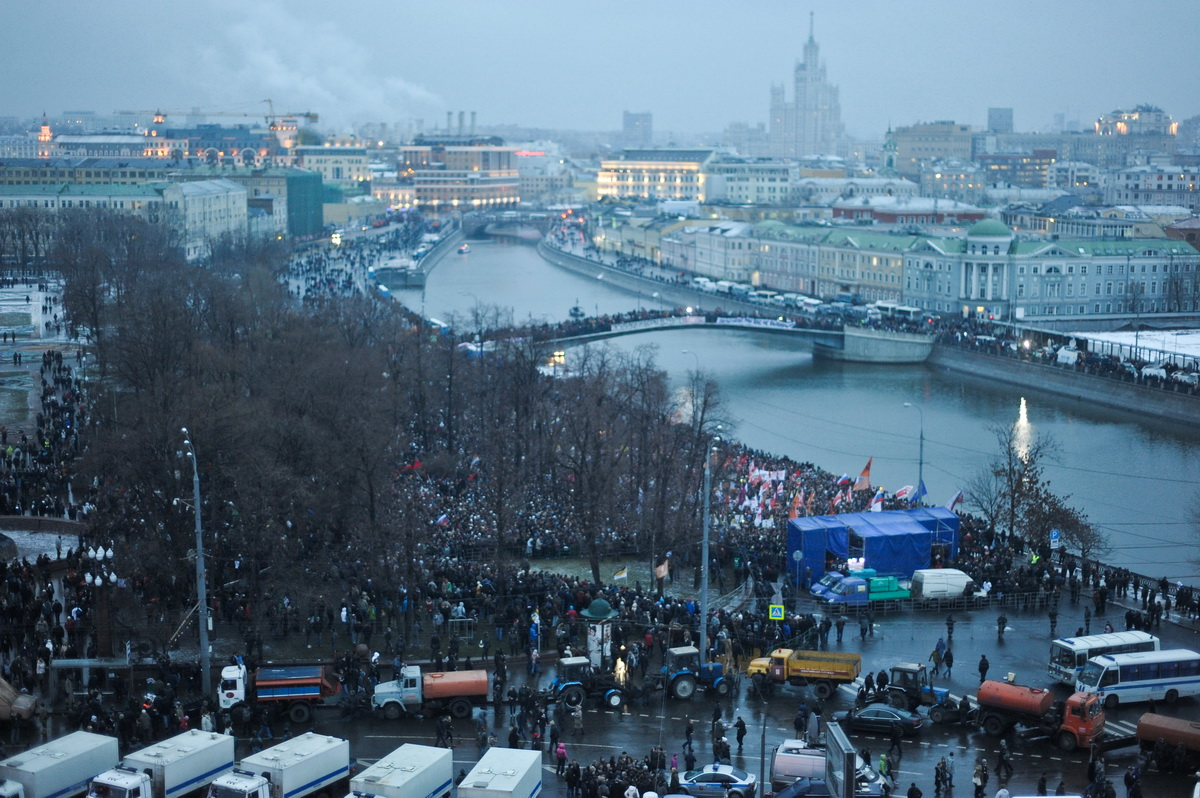
Près de 50000 personnes rassemblées sur la place Bolotnaïa en décembre 2011, pour dénoncer les fraudes lors des élections législatives.

En 2011, d'importantes manifestations ont lieu à Moscou pour contester les résultats des élections législatives de 2011, favorables au parti Russie unie de Vladimir Poutine, l'opposition dénonçant « des fraudes massives ». Certains rassemblements se déroulent sur la place Bolotnaïa, dans le centre-ville de Moscou.
En mars 2012, Vladimir Poutine est réélu pour un nouveau mandat, son troisième, après quatre ans d'exercice du pouvoir par Dmitri Medvedev. Cet échange de poste, Poutine devenant Premier ministre à la place de Medvedev de 2008 à 2012, est largement considéré a posteriori comme un tour « d'acrobaties constitutionnelles » permettant à « Vladimir Poutine de rester ainsi de facto le maître du pays », le président ne pouvant alors pas effectuer plus de deux mandats consécutifs. L'élection est, selon l'ONG Golos, entachée de fraudes, avec notamment des « procès-verbaux de résultats [qui] auraient été «pré-signés» » et « 6000 électeurs [...] enregistrés par la commission électorale… à la demande d'un seul homme ». De plus, la Constitution russe adoptée en 1993 interdit à un dirigeant d'effectuer plus de deux mandats, qu'ils soient ou non consécutifs.
L'investiture est prévue le 7 mai 2012.

## Manifestations du6 mai 2012
Une manifestation est prévue le 6 mai 2012 pour protester contre l'investiture de Vladimir Poutine en tant que président de la fédération de Russie, qui doit avoir lieu le lendemain. Les organisateurs contactent la police pour s'accorder sur les détails et l'événement est validé par les autorités, tant la manifestation que le rassemblement qui doit la conclure sur la place Bolotnaïa. Elle a lieu dans les rues de Moscou, en direction de la place Bolotnaïa et rassemble des dizaines de milliers de personnes. La plupart ne sont affiliées à aucun mouvement politique et sont de simples citoyens.
En violation de l'accord trouvé avec les organisateurs, deux des trois accès à la place sont cependant bloqués par la police et le troisième est restreint, ce qui empêche la plus grande partie des manifestants d'atteindre la place. La pression augmentant sur le dispositif policier donne lieu à des tensions, le cordon finit par céder et la police disperse violemment les manifestants. Dans le même temps, « des actes de violence isolés, et parfois graves, [sont] commis par un petit nombre de manifestants, et plusieurs policiers [sont] blessés ». La police procède alors à des arrestations en nombre, en faisant « un usage excessif et souvent arbitraire de la force », selon Amnesty International. Au total, plusieurs centaines de manifestants sont arrêtés, 400 selon RFI. Parmi eux se trouvent les opposants Sergueï Oudaltsov, Alexeï Navalny et Boris Nemtsov. La plus grande partie d'entre eux est relâchée sans poursuites. 
Pour Amnesty International, « la majorité des violences qui ont eu lieu ont été perpétrées par la police, ou résultent de l’incapacité de la police à gérer le mouvement de foule » et celle-ci a fait un « usage illégal de la force ». Elle conclut en affirmant que ce qui s'est passé « n’était pas l’étouffement d’une émeute, mais la répression d’une manifestation ».
Le sociologue Alek D. Epstein, présent ce jour-là, pointe lui aussi la responsabilité des forces de l'ordre, qui auraient brutalement réprimé la manifestation. Il affirme : « Je n'ai jamais vu un tel désordre ! J'ai moi-même été matraqué par les policiers de l'unité spéciale à plusieurs reprises […] J'ai vu beaucoup de blessés et de gens en sang ».

## Arrestations et inculpations par la justice
Plusieurs jours après les événements, des personnes présentes sont arrêtées à leur domicile, notamment Nikolaï Kavkazski, qui devient l'un des principaux protagonistes de l'affaire Bolotnaïa.
Des poursuites pénales sont engagées contre 28 personnes présentes le 6 mai. 26 d'entre elles sont détenues par la police et deux autres recherchées. Elles sont inculpées en vertu de l'article 212 du Code pénal russe, qui réprime « la participation, organisation ou incitation présumées à des « émeutes de grande ampleur » ». Parmi les manifestants poursuivis, plusieurs n'ont commis aucun acte répréhensible attesté par des preuves matérielles, ce qui amène Amnesty International à évoquer une « sélection apparemment aléatoire des individus inculpés, dont aucun, à l’exception peut-être d’une des personnes déjà condamnées, ne semble être
responsable des pires violences qui ont marqué les contestations ».
Tous les inculpés sauf un sont placés en détention provisoire ou assignés à résidence, pendant plus d'un an, ce qui altère la santé d'une partie d'entre eux. En décembre 2013, deux des personnes accusées plaident coupable et sont incarcérées, dont l'une dans un institut de soins psychiatriques. Amnesty International dénonce par ailleurs l'usage qui est fait par la Russie de la condamnation à des peines psychiatriques.
Lors du procès, cinq faits sont reprochés aux accusés : la rupture du cordon de police, des slogans antigouvernementaux scandés par les manifestants, le refus de se disperser quand l'ordre en a été donné, des violences et jets d'objets à l'encontre des policiers et la dégradation de toilettes publiques mobiles. Les cinq éléments d'accusation sont contestés par Amnesty International.
Malgré les plaintes des opposants, aucun policier n'est poursuivi pour l'usage jugé disproportionné de la force qui a été fait durant la manifestation.

## Accusés

### Nikolaï Kavkazski
Nikolaï Kavkazski est arrêté à son domicile le 25 juillet 2012. Il reste en détention provisoire durant plus d'un an. Il est accusé d'avoir frappé un policier, ce qu'un rapport d'Amnesty International semble réfuter. 

### Iaroslav Beloussov
Selon les autorités, Belooussov a lancé « des pierres et des morceaux d'asphalte », franchi un cordon de police et attaqué des policiers. Des preuves vidéo, étayées par des témoignages, indiquent que Belooussov n'a jeté qu'un fruit. Dans une vidéo de quatre secondes, selon le magazine Forbes, on le voit « se pencher pour ramasser un objet, qu'il lance ensuite sans but […] en direction de la police anti-émeute. Il n’y a pas de vidéo ni d’image fixe de l’objet frappant quelqu’un […] Des vidéos prises sous un autre angle (et publiées sur le Web) montrent clairement Beloussov jetant les restes de la mandarine ou du citron écrasé qu’il s’est penché pour récupérer ». Alors que la défense déclare que l'objet en question est un citron et que le policier qui prétend avoir été blessé par le projectile a en réalité quitté les lieux avant que celui-ci ne soit lancé, les procureurs soutiennent que l'objet en question est une boule de billard. La thèse du jet de citron est défendue par Amnesty International, en se fondant sur les photographies et les autres éléments disponibles.

### Autres accusés
Les autres accusés se nomment Stepan Zimine, Leonid Koviazine, Alexeï Polikhovitch, Denis Loutskevitch, Sergueï Krivov, Alexandra Doukhanina (Naumova), Andreï Barabanov et Maria Baranova. 

## Procès
Le procès contre les différents inculpés débute le 6 juin 2013. L'âge des prévenus de cette affaire, tous des hommes, varie entre 19 et 51 ans, selon le New York Times, même si la plupart ont une vingtaine d'années. Ils viennent d’horizons divers, certains étant étudiants et d'autres journalistes.
Le New York Times rapporte dans son article du 9 juin que les poursuites contre les manifestants de la place Bolotnaïa, ainsi que d’autres affaires visant des dirigeants de l’opposition, ont réussi à réprimer le mouvement de protestation anti-Poutine par la peur. Les critiques affirment que la répression du gouvernement contre des manifestants ordinaires plutôt que contre les responsables d'opposition témoigne de son intention d'intimider. Le procès se distingue des autres affaires judiciaires visant des membres de l’opposition, selon le journal, par le fait « qu’aucun des accusés n’était un leader de l’opposition de premier plan au moment de son arrestation ».
En janvier 2014, le tribunal Zamoskvoretski de Moscou rejette l'amnistie de Iaroslav Belooussov et d'Alexandra Doukhanina, une autre accusée dans l'affaire. Le procureur du procès requiert une peine de 5 ans de prison contre Belooussov. Dans sa prise de parole finale, Belooussov déclare ne pas plaider coupable, disant n'avoir « été impliqué dans aucun acte répréhensible ».
Le 21 février 2014, les accusés sont reconnus coupables de « recours à la force contre des représentants de l'autorité ». Le jour où le verdict de leur culpabilité est rendu, Amnesty International publie une déclaration qualifiant le procès de « procès-spectacle ». John Dalhuisen, représentant d'Amnesty International, déclare : « Ce qui s'est passé sur la place Bolotnaïa le 6 mai 2012 n'était pas la répression d'une émeute, mais l'écrasement d'une manifestation. Le procès de Bolotnaïa n’a pas révélé une violence orchestrée, mais plutôt un système de justice pénale entièrement malléable aux diktats de ses maîtres politiques. ». Amnesty International appelle à la libération immédiate des manifestants de la place Bolotnaïa qu’elle qualifie de prisonniers d’opinion. Human Rights Watch décrit les verdicts de culpabilité prononcés comme « une erreur judiciaire ». L'annonce des peines est elle reportée de quelques jours. Selon un journaliste de Forbes, elle aurait été « opportunément retardée […] jusqu'après la […] cérémonie de clôture » des Jeux olympiques de Sotchi.

## Manifestations de soutien
À l’extérieur du tribunal Zamoskvoretski, environ mille manifestants sont rassemblés pour soutenir les accusés et brandissent une banderole sur laquelle est écrit : « Vous ne pouvez pas emprisonner tout le monde ». Alors que le juge prononce les condamnations, selon une source, « des cris « Honte ! » » se font entendre dans le tribunal. Lors du prononcé de la peine, environ 200 personnes sont arrêtées par la police à l'extérieur du tribunal, puis relâchées. D'autres militants, comme deux membres précédemment incarcérées du groupe punk Pussy Riot (Nadejda Tolokonnikova et Maria Alekhina), ainsi qu'Alexeï Navalny, sont également présents sur place, ; Navalny fait partie des personnes arrêtées. Dmitri Agranovski, avocat de Belooussov, déclare à un journaliste que la sévère sanction infligée à son client est, selon lui, « en partie une réaction du Kremlin aux bouleversements en Ukraine voisine ». L'Humanité note le décalage entre l'image d'« une Russie ouverte et modernisée » que souhaite donner Vladimir Poutine à travers les Jeux olympiques et ces lourdes condamnations qui interviennent peu après leur clôture.

## Réactions
La chaîne NTV diffuse un reportage intitulé Anatomie d'une protestation. Il est critiqué pour sa présentation des faits, jugée favorable à la version avancée par le pouvoir russe. L'organisation de défense des droits humains Amnesty International conteste notamment cette version des faits, affirmant que « Tout en reconnaissant que des incidents isolés d’une grave violence ont bien eu lieu, Amnesty International considère que cette manifestation ne constituait une émeute de grande ampleur ni au regard du droit russe ni dans le sens ordinaire du terme. ». Elle pointe le « besoin d’imposer le scénario d’une tentative de coup d’État qui a échoué, afin de décourager les futures manifestations de grande ampleur » et estime que « l'appareil de justice a été employé pour construire une fausse version des faits ». Pour l'organisation, le procès des manifestants est de nature politique.
Pour l'organisation, la caractérisation juridique d'une « émeute de grande ampleur » dans le droit russe est par ailleurs floue. Elle pointe du doigt l'application « variable » de la loi, une manifestation émaillée de violences à caractère raciste en octobre 2013 n'ayant pas été qualifiée d'« émeute de grande ampleur » et rappelle que le droit russe impose d'attester de l'« intention des personnes poursuivies de participer à une émeute de grande ampleur » pour les condamner, ce qui n'a pas été prouvé.
Interrogé sur la possibilité d'une amnistie en faveur des militants emprisonnés, Vladimir Poutine, rejette cette option, déclarant que « nous devons tous apprendre à vivre selon les règles et comprendre que si un individu peut enfreindre la loi en toute impunité, nous pouvons nous retrouver face à des problèmes similaires à ceux de 1917 ».
Dans un communiqué du 25 février 2014, le département d'État des États-Unis condamne la sentence prononcée à l'encontre de Belooussov et des autres manifestants. Les représentants américains affirment qu'ils ont été illégalement détenus pendant plus d'un an sur la base d'accusations à caractère politique, qualifiant cela de « nouvel exemple de punition infligée aux Russes pour avoir exercé leurs libertés d'expression et de réunion garanties par la Constitution ». Le 27 février 2014, les coprésidents de la Commission Tom Lantos des droits de l'homme (caucus de la Chambre des représentants des États-Unis), Jim McGovern (démocrate, du Massachusetts) et Frank Wolf (républicain, de Virginie), expriment « de graves inquiétudes face à la détention de manifestants pacifiques », descendus dans la rue « pour protester contre les condamnations prononcées dans le cas de huit participants aux manifestations de la place Bolotnaïa ». La Commission Lantos décrit les procès comme ayant été « marqués par le manque de procédure régulière » et comme « ayant des motifs politiques ». Ils exhortent le gouvernement russe « à remédier à ces récents cas d’injustice flagrante ».
La plus grande partie des accusés sont considérés comme des prisonniers d'opinion, dans la mesure où, selon Amnesty International, ils « n’ont commis aucun acte qui pourrait constituer un acte violent, et que leur détention prolongée et les lourdes charges portées contre eux sont basées uniquement sur l’exercice légal de leurs droits ». Dans le cas d'Alexandra Doukhanina, Andreï Barabanov et Maria Baranova, l'organisation ne peut pas attester formellement de leur statut de prisonniers d'opinions, mais dénonce « un simulacre de procès aux intentions fondamentalement politiques ». 

## Condamnation de la Russie par la CEDH
Deux condamnés déposent plainte contre l’État russe. Ils affirment avoir participé pacifiquement au rassemblement et avoir été victimes de violences policières et de « mauvais traitements » en prison. 
En octobre 2020, la Cour européenne des droits de l'homme statue sur les plaintes. Dans sa décision, elle donne raison aux plaignants, déclarant que leur arrestation et les peines prononcées à leur encontre violent « l'article 3 de la Convention européenne des droits de l'homme, relatif à l'interdiction des traitements inhumains ou dégradants, et son article 11, relatif à la liberté de réunion ». La Russie doit en outre leur verser des sommes compensatoires, 16 000 euros pour le premier et 16 900 pour le second, auxquels viennent s'ajouter 4 500 euros de frais à chacun.